# Aisha Rateb
Aisha Rateb, född 22 februari 1928, död 4 maj 2013, var en egyptisk advokat, politiker och Egyptens första kvinnliga ambassadör. Hon var också professor i internationell rätt vid Kairos universitet.

## Biografi
Rateb föddes i Kairo i en familj av medelklass med god utbildning.

### Utbildning
När hon gick på college studerade hon först litteraturvetenskap vid Kairos universitet, men övergick till juridik efter bara en veckas studier. Rateb tog examen från universitetet 1949. Därefter åkte hon till Paris för vidareutbildning och fick sedan sin doktorsexamen i juridik 1955.
Rateb ansökte om att bli domare vid Conseil d'État (den högsta domstolen i Egypten) 1949, men avvisades på grund av sitt kön. Den dåvarande premiärministern, Hussein Serry Pasha, sade att det att ha en kvinnlig domare var "emot samhällets traditioner".  Hon stämde regeringen på grund av att hennes konstitutionella rättigheter kränkts. Hennes rättegång var den första i sitt slag i Egypten, och när hon förlorade ärendet erkändes det av statsrådets chef, Abdel-Razek al-Sanhouri, att hon bara förlorade på grund av politiska och kulturella skäl, baserat på egyptisk lag eller sharialag. Rättegången och det skriftliga yttrandet från al-Sanhouri uppmuntrade andra kvinnor att följa efter, även om ingen blev domare förrän 2003, då Tahani al-Gebali utsågs till domare. 2010 beställde Egyptens premiärminister en översyn av ett nyligen fattat beslut mot att tillåta kvinnliga domare. I juli 2015 svors 26 kvinnor äntligen in som domare.

### Politisk karriär
Rateb var en del av Arabiska socialistiska unionens centralkommitté 1971, där hon hjälpte till att skriva den nya grundlagen för Egypten. Av alla kommittémedlemmar var hon den enda som motsatte sig de "extraordinära befogenheter som konstitutionen gav den dåvarande presidenten Anwar al-Sadat".
Därefter tjänstgjorde hon som minister för försäkringsfrågor och socialfrågor från 1974 till 1977 och var den andra kvinnan som innehade den posten. Under sin tid där kunde hon genomföra reformer för kvinnor i landet. Rateb kunde göra detta även medan fundamentalistiska shejker försökte förstöra hennes rykte.  Rateb fortsatte med att begränsa polygamin och se till att en skilsmässa endast var laglig om den bevittnades av en domare.   Hon arbetade också för att hjälpa de fattiga och antog en lag för att hjälpa anställda funktionshindrade.  När regeringen upphävde subventioner på viktiga varor, ett drag som skulle påverka de fattigaste medborgarna i Egypten, avgick hon protest 1977 under brödupproret.
1979 utsågs Rateb till Egyptens första kvinnliga ambassadör.  Som ambassadör ledde hon Egypten på en "balanserad position i en värld av högpolariserade internationella relationer". Hon var ambassadör i Danmark från 1979 till 1981 och i Tyskland från 1981 till 1984.
Rateb var kritisk mot den tidigare egyptiska presidenten Hosni Mubarak, eftersom hon märkte att hans styre skapade en större klyfta mellan rika och fattiga.

### Död
Rateb dog i Giza efter ett hastigt inträffat hjärtstillestånd.